# Callitomis nigerrima
Callitomis nigerrima là một loài bướm đêm thuộc phân họ Arctiinae, họ Erebidae.